# Pour une femme
Pour plus de détails, voir Fiche technique et Distribution.
Pour une femme est un film français réalisé par Diane Kurys et sorti en 2013.
Diane Kurys a réalisé plusieurs films librement inspirés par la vie de ses parents, vue par la jeune Kurys et sa sœur aînée. Parmi eux (dans l'ordre narratif) : Coup de foudre (1983) — la rencontre de ses parents ; Pour une femme (2013) — leurs premières années de mariage ; La Baule-les-Pins (1990) — leur séparation ; et Diabolo menthe (1977) — les deux sœurs et leur mère en famille monoparentale.

## Synopsis
Début des années 1980, Anne et Tania viennent de perdre leur mère. Se plongeant dans les écrits, les photos et les souvenirs laissés par celle-ci, Anne, cinéaste, découvre et reconstruit les premières années de mariage de ses parents.
Pendant la Seconde Guerre mondiale, Michel, juif français, se marie par amour avec Léna, juive étrangère alors internée à Rivesaltes. Cette union permet à celle-ci de sortir du camp. Au lendemain du conflit, Léna, Michel et leur petite fille, Tania, coulent des jours heureux à Lyon, entre la boutique de tailleur que tient Michel et la cellule locale du Parti communiste. Un jour, surgit dans leur vie Jean, le petit frère de Michel, qui était en colonie en Union soviétique lors du déclenchement du conflit et que Michel croyait victime, comme ses parents, de la Shoah. Petit à petit, s'installe entre Léna et Jean une relation de désir amoureux. Mais Jean est un personnage mystérieux, en réalité agent secret de l'État d'Israël en formation. Sa mission est d'assassiner d'anciens nazis en fuite vers l'Amérique du Sud, il est poursuivi, avec son chef Sacha, par la police française. C'est en l'aidant à préparer sa fuite que Léna s'offre à Jean. Michel, furieux de douleur, accepte néanmoins de conduire son frère à la frontière italienne pour assurer sa fuite. Ayant apporté son passeport et celui de sa femme, il propose à Léna de partir avec Jean, comme mari et femme ; mais Léna reste. Au printemps suivant, Anne vient au monde. La parenthèse se referme et la vie quotidienne peut reprendre.

## Fiche technique
- Titre : Pour une femme
- Réalisation : Diane Kurys
- Scénario : Diane Kurys
- Musique : Armand Amar
- Montage : Sylvie Gadmer
- Photographie : Gilles Henry
- Production : Alexandre Arcady et Diane Kurys
- Direction de la production : Philippe Guez
- Sociétés de production : Alexandre Films, Rhône-Alpes Cinéma et EuropaCorp
- Société de distribution : EuropaCorp Distribution
- Pays de production :  France
- Genre : drame
- Durée : 110 minutes
- Dates de sortie :
  - France : 12 juin 2013 (Festival du film de Cabourg) ; 3 juillet 2013 (sortie nationale)
  - Belgique : 3 juillet 2013

## Distribution
- Benoît Magimel : Michel Korski
- Mélanie Thierry : Léna Wéber
- Nicolas Duvauchelle : Jean
- Sylvie Testud : Anne
- Denis Podalydès : Maurice
- Julie Ferrier : Tania
- Clotilde Hesme : Madeleine
- Clément Sibony : Sacha
- Marc Ruchmann : Paul
- Jean-Claude Bolle-Reddat : Le juge
- Christian Taponard : Georges
- Francesco Calabrese : Romano
- Franck Gourlat : Leandri
- Elisa Erka : Belle (créditée Elisa Ruschke)

## Production
Pour ce film, Diane Kurys s'inspire de nouveau de l'histoire de sa propre famille ; trente ans plus tôt, elle avait déjà raconté l'histoire de ses parents dans le diptyque Coup de foudre (1983) et La Baule-les-Pins (1990). À l'époque, ses parents avaient été incarnés par Isabelle Huppert (Léna Weber) et Guy Marchand (Michel Korski). Cette fois-ci, les rôles des parents de la réalisatrice sont repris respectivement par Mélanie Thierry et Benoît Magimel. Diane Kurys est alors revenue tourner à Lyon, ce qui lui a permis de se « réconcilier » avec sa ville natale. Le tournage a nécessité des reconstitutions permettant de filmer les scènes se déroulant dans les années 1940 et 1980. La ville de Lyon a aidé l'équipe en nettoyant des tags sur les murs.
Le film a été tourné durant l'été 2012 à Lyon, ainsi que ses environs : l'Auberge du Faisan doré à Villefranche-sur-Saône (guinguette au bord de l'eau), Virieu, Fareins, etc., scènes de rue Place Sathonay (rue Sary et rue Poivre) à Lyon.

## Bande originale
Le film débute avec la musique de la bande originale du film Diabolo menthe, le premier long métrage de Diane Kurys. Des photos de ce film apparaissent au générique.